# Jaskinia Rouffignac
Jaskinia Rouffignac – znajdująca się we francuskim departamencie Dordogne jaskinia krasowa, zawierająca paleolityczne malowidła i ryty naskalne. Od 1957 roku posiada status monument historique, w kategorii classé (zabytek o znaczeniu krajowym).
O istnieniu jaskini informował już w 1575 roku François de Belleforest, jej ponowne odkrycie przez archeologów nastąpiło jednak dopiero w 1956 roku. Pomimo pojawiających się oskarżeń o fałszerstwo, uczeni po długiej debacie uznali ostatecznie, iż zdecydowana większość malunków w jaskini jest autentyczna.
Na jaskinię składa się złożony szereg rozgałęziających się korytarzy, o łącznej długości ponad 1 kilometra. Malowidła i ryty znajdują się w prawie wszystkich częściach jaskini. Dominują przedstawienia mamutów, których jest ponad 100, co czyni z Rouffignac największe zbiorowisko przedstawień tych zwierząt okresu sztuki magdaleńskiej. Inne wizerunki przedstawiają żubry, konie, koziorożce, nosorożce oraz znaki geometryczne. Ich wiek szacowany jest na około 13 tysięcy lat p.n.e. Przed jaskinią znaleziono ślady osadnictwa mezolitycznego z okresu 9-8 tys. lat BP.